# Bárbara Cho Chungi
Bárbara Cho Chungi (en coreano: 조증이 바르바라, romanizado: jojeung-i baleubala; Icheon, 1782 - Seúl, 29 de diciembre de 1839), fue una laica cristiana coreana, esposa de Sebastián Nam I-gwan, reconocida como mártir y beatificada en 1925 por Pío XI, fue canonizada en Seúl por el Papa Juan Pablo II el 6 de mayo de 1984 con los demás mártires de Corea, se celebra el 29 de diciembre.

## Hagiografía
Bárbara nació en 1782 en Icheon, en la provincia de Gyeonggi. Proviene de una familia noble de buena reputación.
Cristiana, a los 16 años se casó con otro cristiano, Sebastián Nam I-gwan, futuro mártir. Tienen un hijo, que muere poco después de su nacimiento.
Cuando comenzó la persecución en 1801, muchos de los familiares de Bárbara fueron martirizados y su esposo Sebastián fue enviado al exilio. Bárbara luego vive con su hermano menor, pero esto la hace muy infeliz. No puede practicar su religión de forma abierta y fiel, ya que todavía no hay sacerdotes en Corea en este momento y está lejos de otros católicos.
Más tarde, cuando tenía alrededor de 30 años, pudo mudarse a Seúl y vivir allí con una familia católica muy piadosa. Bárbara puede entonces practicar bien su religión.
Bárbara Cho es prima de Paul Chong Hasang y lo ayuda a prepararse para su viaje a Beijing para conocer a misioneros extranjeros que planean ir a Corea. Después de la llegada del padre Pacific Yu a Corea, el esposo de Bárbara pudo regresar del exilio en 1832.
Ahora puede ayudar al sacerdote chino, el padre Yu. Cuando se va a China, Bárbara compra una pequeña casa en la que aloja al padre Maubant, al padre Chastan y al obispo Laurent Imbert. Los católicos acuden regularmente a ella para orar, confesar y celebrar misas. Ella dijo: 

Si estalla la persecución, todos debemos morir. Debemos entrenarnos a través de la mortificación para glorificar a Dios y salvar nuestras almas.

Bárbara Cho fue arrestada en julio de 1839. Ella rechazó las órdenes del jefe de policía que quería que ella negara su fe y se negó a revelar dónde se escondía su esposo. Dice que aunque tiene que morir diez mil veces, no quiere cometer ningún pecado. Luego es severamente torturada. Tenía las piernas dañadas y recibió 180 golpes de un garrote. Después de ser enviada a un tribunal superior, la golpean con mayor dureza. Su esposo también es arrestado y severamente torturado. Ambos son valientes y aceptan morir por su fe. Cuando es condenada a muerte, justo antes de ser llevado para su ejecución, su esposo Sebastián Nam I-gwan le dice que él irá primero y la esperará en el paraíso.
Bárbara es considerada con los demás reclusos y los consuela. La última noche, se despide de ellos, luego se duerme y se despierta justo antes de que la lleven a la ejecución. Bárbara Cho Chungi fue decapitada en las afueras de Seúl en la Little West Gate el 29 de diciembre de 1839 a la edad de 36 años, junto con otros seis católicos.

## Veneración
Bárbara Cho Chungi fue reconocida como mártir por decreto de la Santa Sede el 9 de mayo de 1925 y, por tanto, proclamada venerable. Fue beatificada (proclamada beata) el 5 de julio siguiente por el Papa Pío XI.
Fue canonizada (proclamada santa) por el Papa Juan Pablo II el 6 de mayo de 1984 en Seúl al mismo tiempo que otros ciento dos mártires de Corea.
Santa Bárbara Cho Chungi se celebra el 29 de diciembre, aniversario de su muerte, y el 20 de septiembre, fecha habitual para la celebración de los mártires de Corea.